# Rachel van Dantzig
Rachel Margaretha van Dantzig (Rotterdam, 12 november 1878 – Oudergem, 15 februari 1949) was een Nederlandse beeldhouwer, etser en tekenaar.

## Leven en werk
Van Dantzig was een dochter van Samuel van Dantzig (1844-1921), commissionair in effecten, en Adèle Rippe. Ze studeerde aan de Academie van beeldende kunsten in Rotterdam en verhuisde naar Brussel. Aan de Brusselse Academie werden nog geen vrouwen toegelaten. Van Dantzig kreeg privéles van hoogleraar Charles Van der Stappen.  Vervolgens trok ze naar Parijs, waar ze lessen volgde aan de Académie Colarossi. Na studiereizen door Spanje, Marokko en Italië begon ze haar eigen atelier in Rotterdam en later in haar huis 't Hoveke te Sloterdijk. Vanaf 1918 woonde en werkte ze in België, waar ze zich vanaf 1920 definitief in Brussel vestigde.
Van Dantzig was lid van Arti et Amicitiae en werkend lid van Kunstenaarsvereniging Sint Lucas. Ze nam deel aan diverse exposities. In 1913 won ze met een beeldhouwwerk de medaille 1e klasse op de tentoonstelling De Vrouw 1813-1913. Dat jaar werd tevens tijdens het 20e wereldcongres voor de vrede in het Vredespaleis de door haar vervaardigde marmeren buste van Hugo de Groot onthuld. Dit aan de Carnegie Stichting geschonken beeld is in het paleis op de bovenverdieping tegenover de hoofdtrap geplaatst.

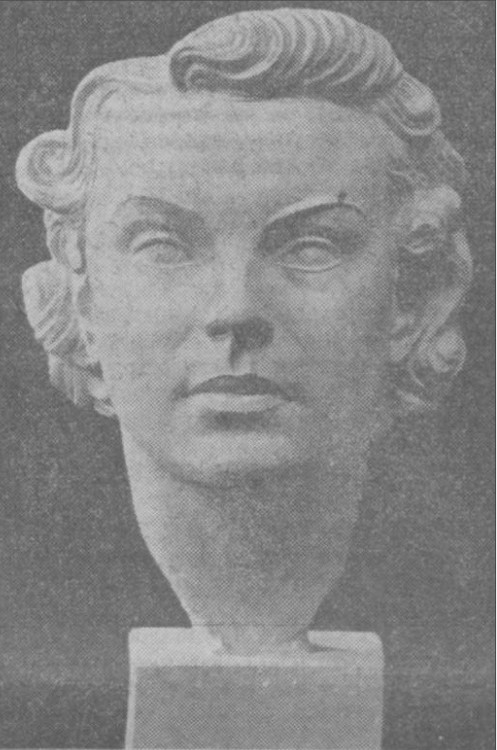
Buste

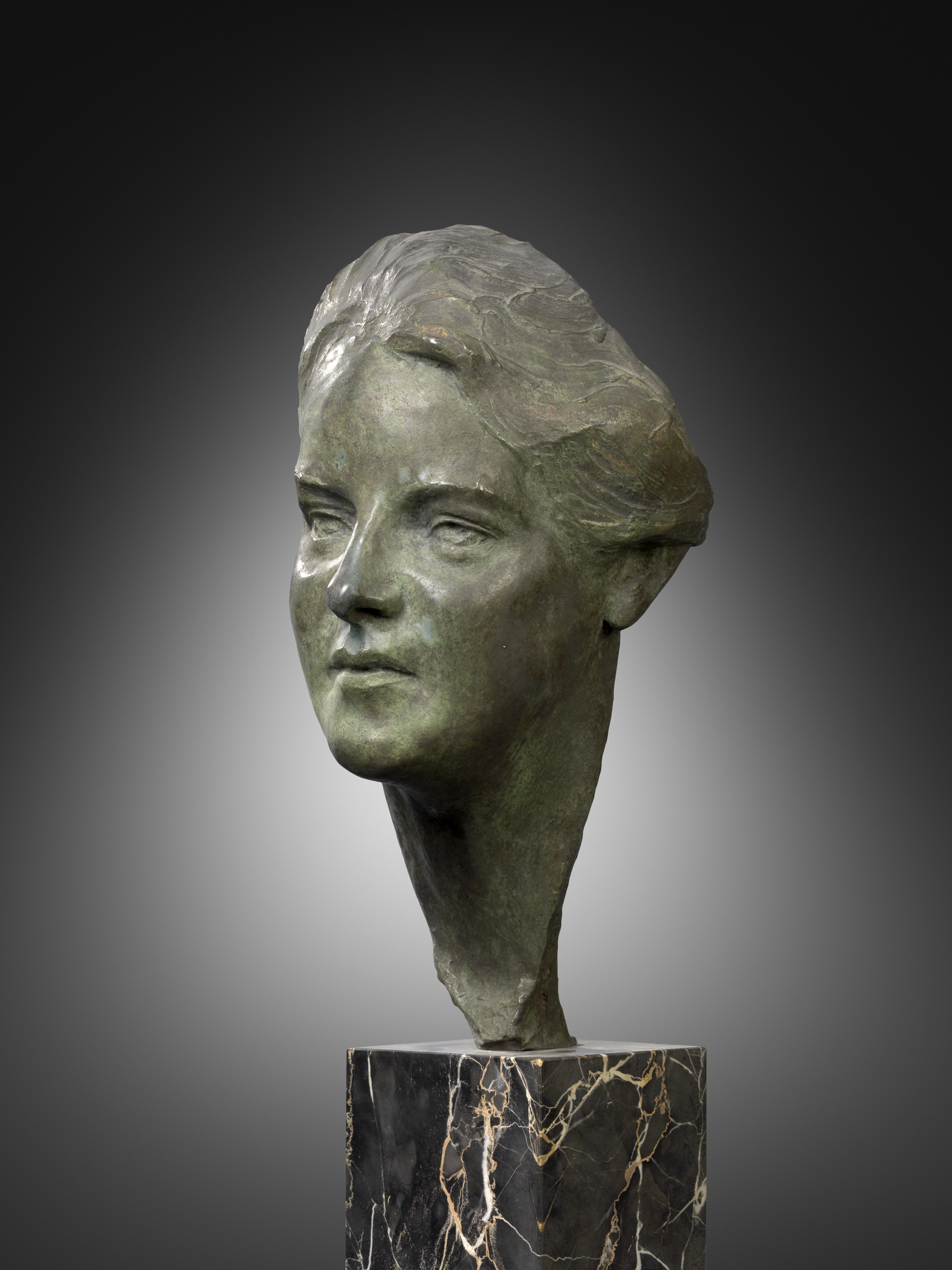
Buste

- Biografisch Portaal: 98528530
- RKD-Nederlands Instituut voor Kunstgeschiedenis: 20027
- Union List of Artist Names: 500561549
- Virtual International Authority File: 6036167202608367930005